# Heterometrus bengalensis
Heterometrus bengalensis ist ein indischer Skorpion aus der Familie der Scorpionidae.

## Beschreibung
Adulte Exemplare habe eine Länge von 95 bis 115 Millimetern und eine dunkle rötlichbraune bis hellbraune Körperfärbung. Die Kämme des Kammorgans haben bei beiden Geschlechtern 14 bis 17 Zähne. Bei den männlichen Tieren sind Chelae, Femora und Patellen der Pedipalpen schmaler und länger als bei den Weibchen. Die Oberflächen der Chelae sind uneben, aber ohne ausgeprägte Granulen und Kiele. Das Telson ist behaart und kugelförmig, mit einer Giftblase, die länger als der Stachel ist.

## Verbreitung und Lebensraum
Die Terra typica von Heterometrus bengalensis wurde von Carl Ludwig Koch in seiner Erstbeschreibung mit „Vaterland: Ostindien, Bengalen“ angegeben. Seither wurden zahlreiche Synonyme der Art beschrieben, mit teilweise stark abweichenden Herkunftsangaben. Darunter befand sich immer wieder unzutreffend Myanmar und sogar Madagaskar. Sicher als Heterometrus bengalensis identifizierte Exemplare stammen aus den indischen Bundesstaaten Westbengalen und Odisha. Der tschechische Arachnologe František Kovařík hält es für möglich, dass die Art in weiteren indischen Bundesstaaten und in Bangladesch vorkommt. Ältere Verbreitungsangaben, die Uttar Pradesh, Madhya Pradesh, Assam, Meghalaya und Maharashtra einschließen, beruhen möglicherweise auf Verwechslungen mit anderen Arten der Gattung Heterometrus und bedürfen der Überprüfung.
Heterometrus bengalensis lebt in trockenem Brachland, vorzugsweise an den Rändern von Gräben, auf dem ein dichter Bewuchs mit Sträucher Schatten und Deckung gibt.

## Lebensweise
Heterometrus bengalensis gräbt Wohnröhren, die von außen an ihrer charakteristischen halbmondförmigen Öffnung von fünf bis zehn Zentimetern Breite und einem bis vier Zentimetern Höhe zu erkennen sind und in eine Kammer münden. Bei starken Regenfällen kann die halbmondförmige Erscheinung des Eingangs vorübergehend verloren gehen, sie tritt jedoch bald wieder auf, wenn die Trockenheit einsetzt und der Skorpion sich einige Male hindurchbewegt hat. Die Bauten werden von einem einzelnen Tier bewohnt. In seltenen Fällen befindet sich in ihnen ein Paar oder ein Muttertier mit seinen Jungen.
In den Bauten sind häufig Reste der Exoskelette von Insekten, Tausendfüßern und Spinnentieren vorhanden, selten auch Eierschalen von Eidechsen und anderen Tieren, die den Skorpionen als Nahrung dienen. Heterometrus bengalensis verlässt seinen Bau zur Jagd während der Nacht, bleibt aber nach einer Mahlzeit oft mehrere Nächte in seiner Wohnröhre.

## Systematik

### Erstbeschreibung

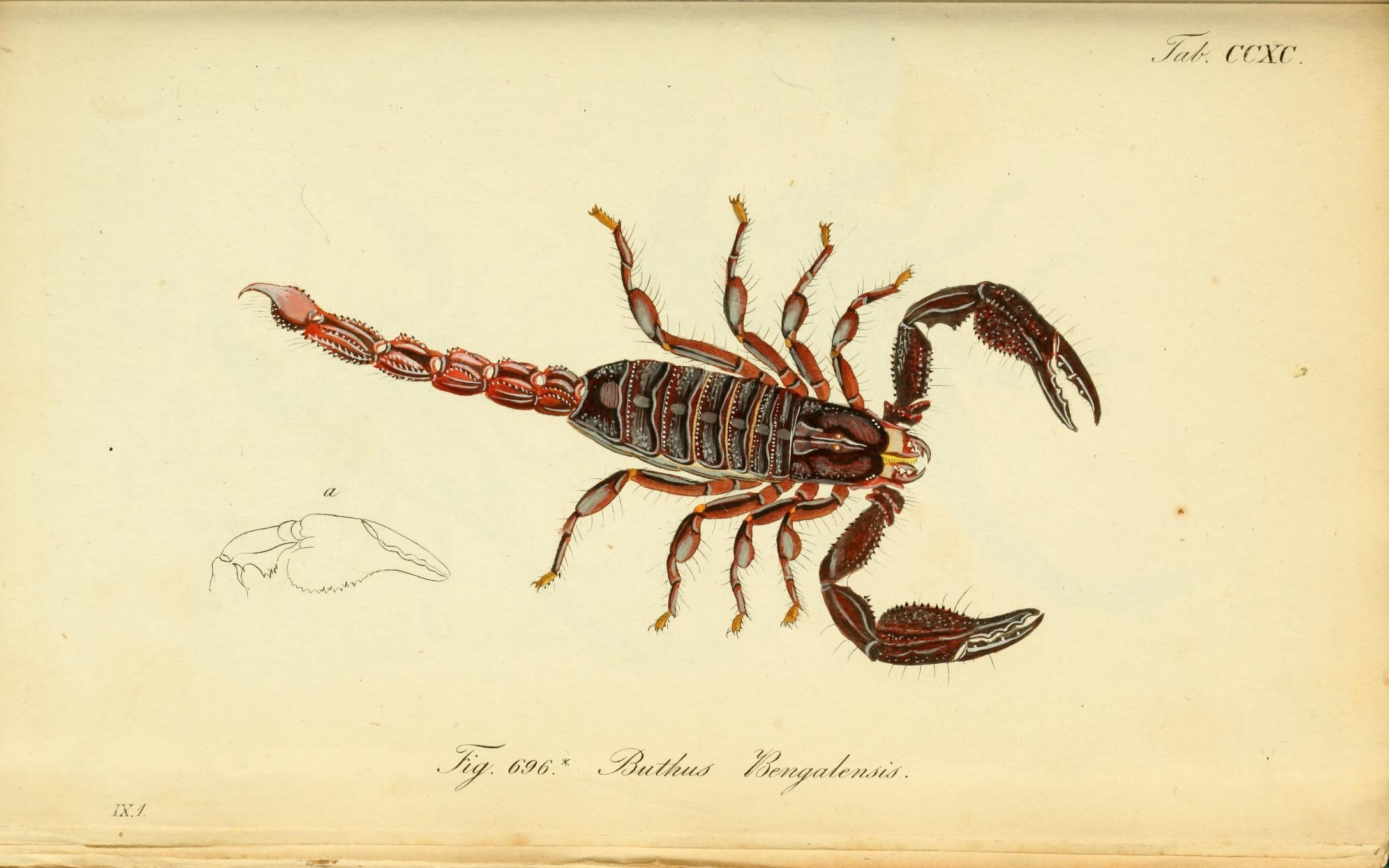
Heterometrus bengalensis in C. L. Koch: Die Arachniden, Neunter Band, 1841

Die Erstbeschreibung erfolgte durch Carl Ludwig Koch im Jahr 1841 im neunten Band seines Werks Die Arachniden nach einem Sammlungsexemplar.

### Etymologie
Der Artname bezieht sich auf die geografische Region Bengalen als Herkunftsort der Art.

### Typmaterial
Von Carl Ludwig Koch wurde in der Sammlung des Museum für Naturkunde in Berlin eine Serie von sieben Syntypen hinterlassen.
H. W. C. Couzijn legte in seiner 1981 veröffentlichten Revision der Gattung Heterometrus zwei dieser Exemplare als Paratypen von Heterometrus (Chersonesometrus) fastigiosus fest und bestimmte ein Museumsexemplar aus der Sammlung des Muséum national d’histoire naturelle in Paris zum Neotypen von Heterometrus bengalensis.
František Kovařík nannte die Änderungen Couzijns in seiner Revision von 2004 „völlig unverständlich“ und bestimmte für die Art aus der Serie der Syntypen Kochs einen Lectotyp, um die von Couzijn getroffene Festlegung eines Neotypen aufzuheben und die in der zoologischen Nomenklatur zwingend vorgeschriebene Festlegung von Typusexemplaren zu erfüllen. Darüber hinaus erklärte Kovařík die übrigen sechs Exemplare Kochs zu Paralectotypen.

### Synonyme (chronologisch)
- Buthus bengalensis Koch, 1841: unter diesem Namen wurde die Art 1841 von Carl Ludwig Koch beschrieben.[2]
- Palamnaeus costimanus glaucus Thorell, 1876b: Tamerlan Thorell beschrieb 1876 in seinen Études scorpiololiques diese neue Unterart von Palamnaeus costimanus mit der Herkunftsangabe Ostindien und Bengalen. 1981 synonymisierte H. W. C. Couzijn diese Unterart mit Heterometrus (Heterometrus) bengalensis.[9][3]
- Palamnaeus bengalensis Simon, 1884: Eugène Simon stellte Buthus bengalensis 1884 in die Gattung Palamnaeus und gab als Herkunftsort „Birma“ an, das heutige Myanmar.[10] Die Grundlage für diese Entscheidung war die Untersuchung von Exemplaren, die tatsächlich zur erst später von Pocock beschriebenen Art Heterometrus thorellii gehörten.[11] Darüber hinaus war die Gattung Palamnaeus bereits 1879 von Ferdinand Karsch zum Synonym von Heterometrus erklärt worden.[12]
- Scorpio bengalensis Pocock, 1893: gegen Ende des 19. Jahrhunderts bezeichneten Pocock und Karl Kraepelin die Art als Scorpio bengalensis.[13][14][15] Wenige Jahre später stellte Kraepelin sie in die Gattung Heterometrus.[16]
- Heterometrus (Scorpio) bengalensis Kraepelin, 1901: in einem Katalog der in den Sammlungen des Pariser Muséum national d’histoire naturelle vorhandenen Skorpione verwendete Kraepelin 1901 diese Bezeichnung.[17]
- Heterometrus (Heterometrus) bengalensis Couzijn, 1981: Im Rahmen seiner umfassenden Revision der Gattung Heterometrus beschrieb H. W. C. Couzijn vier Untergattungen, darunter Heterometrus (Heterometrus). Diese wurden 2004 von František Kovařík verworfen, weil Couzijn keine diagnostischen Merkmale zur Abgrenzung der Untergattungen voneinander angegeben hatte, und Kovařík die Auffassung vertrat, dass die Gattung allenfalls durch informelle Artengruppen weiter aufgeteilt werden könne.[3][18]
- Heterometrus (Chersonesometrus) fastigiosus Couzijn, 1981: Diese neue Art wurde von Couzin auf der Grundlage von Museumsexemplaren aus dem 19. Jahrhundert beschrieben. Darunter befanden sich auch zwei der sieben von Carl Ludwig Koch 1841 als Syntypen von Heterometrus bengalensis festgelegten Exemplare, die Couzijn an anderer Stelle als im Zweiten Weltkrieg verschollen bezeichnete. 2004 erklärte Kovařík diese Änderungen für ungültig, zumal er die angeblich verschollenen Syntypen in der Sammlung des Berliner Museum für Naturkunde vorgefunden und untersucht habe. Er synonymisierte Heterometrus fastigiosus mit Heterometrus bengalensis.[1][3][8]

## Medizinische Bedeutung

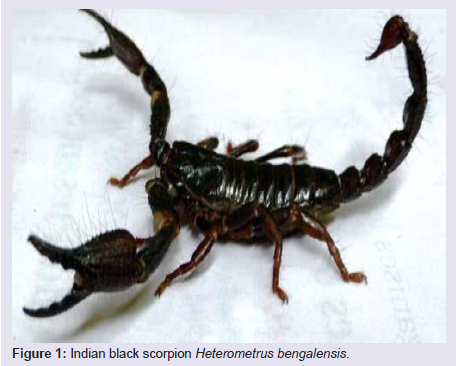
Heterometrus bengalensis, Laborexemplar

Vergiftungen treten häufig auf, insbesondere im Sommer und während des Monsuns von Mai bis Oktober. Lokal verursachen die Stiche starke brennende Schmerzen, die für Minuten bis Stunden anhalten können und Ödeme. Schwerwiegender sind die systemischen Reaktionen wie Hypotonie, Bradypnoe, Ruhelosigkeit, Schwindelgefühl und Erbrechen, Leibschmerzen, starkes Durstgefühl, Kopfschmerzen, Fieber, Schüttelfrost und Schock. Es liegen nur wenige Berichte über Todesfälle vor, die Kinder und Säuglinge betreffen. Die Behandlung ist auf die Linderung der Symptome beschränkt.

### Toxikologie
Da in Indien keine Antivenine gegen Skorpiongifte verfügbar sind spielt die Naturheilkunde bei der Behandlung der Stiche auch von gefährlichen Arten eine bedeutende Rolle. Im Tierversuch konnte das Gift von Heterometrus bengalensis durch Wurzelextrakte von Aristolochia indica, Hemidesmus indicus und Pluchea indica neutralisiert werden.
Das im Gift von Heterometrus bengalensis enthaltene Protein Bengalin hat sich im Laborversuch als wachstumshemmend, zytotoxisch, apoptotisch und als Auslöser der Autophagozytose gegenüber verschiedenen Leukämie-Zelllinien erwiesen.
Intraperitoneal injiziertes Bengalin bewirkte im Tierversuch bei weiblichen Laborratten, bei denen eine Osteoporose hervorgerufen worden war, einen Wiederaufbau von Knochengewebe.